# Roquebrune (Gers)
Pour les articles homonymes, voir Roquebrune.
Roquebrune (Ròcabruna en gascon) est une commune française située dans le centre du département du Gers en région Occitanie. Sur le plan historique et culturel, la commune est dans le Pays d'Auch, un territoire céréalier et viticole qui s'est également constitué en pays au sens aménagement du territoire en 2003.
Exposée à un climat océanique altéré, elle est drainée par l'Osse, la Guiroue et par divers autres petits cours d'eau. La commune possède un patrimoine naturel remarquable composé de deux zones naturelles d'intérêt écologique, faunistique et floristique.
Roquebrune est une commune rurale qui compte 208 habitants en 2022, après avoir connu un pic de population de 714 habitants en 1831.  Elle fait partie de l'aire d'attraction de Vic-Fezensac. Ses habitants sont appelés les Roquebrunois ou  Roquebrunoises.
Le patrimoine architectural de la commune comprend deux  immeubles protégés au titre des monuments historiques : la pile gallo-romaine de la Montjoie, inscrite en 1925, et le château de Pujos, inscrit en 1978.

## Géographie

### Localisation
Roquebrune est une commune de Gascogne située au sud de Vic-Fezensac.

### Communes limitrophes
Les communes limitrophes sont  Bazian, Belmont, Caillavet, Préneron, Tudelle et Vic-Fezensac.
| Préneron | Vic-Fezensac |           |
| Belmont  | Roquebrune   | Caillavet |
|          | Tudelle      | Bazian    |

### Géologie et relief
Roquebrune se situe en zone de sismicité 1 (sismicité très faible).

### Hydrographie

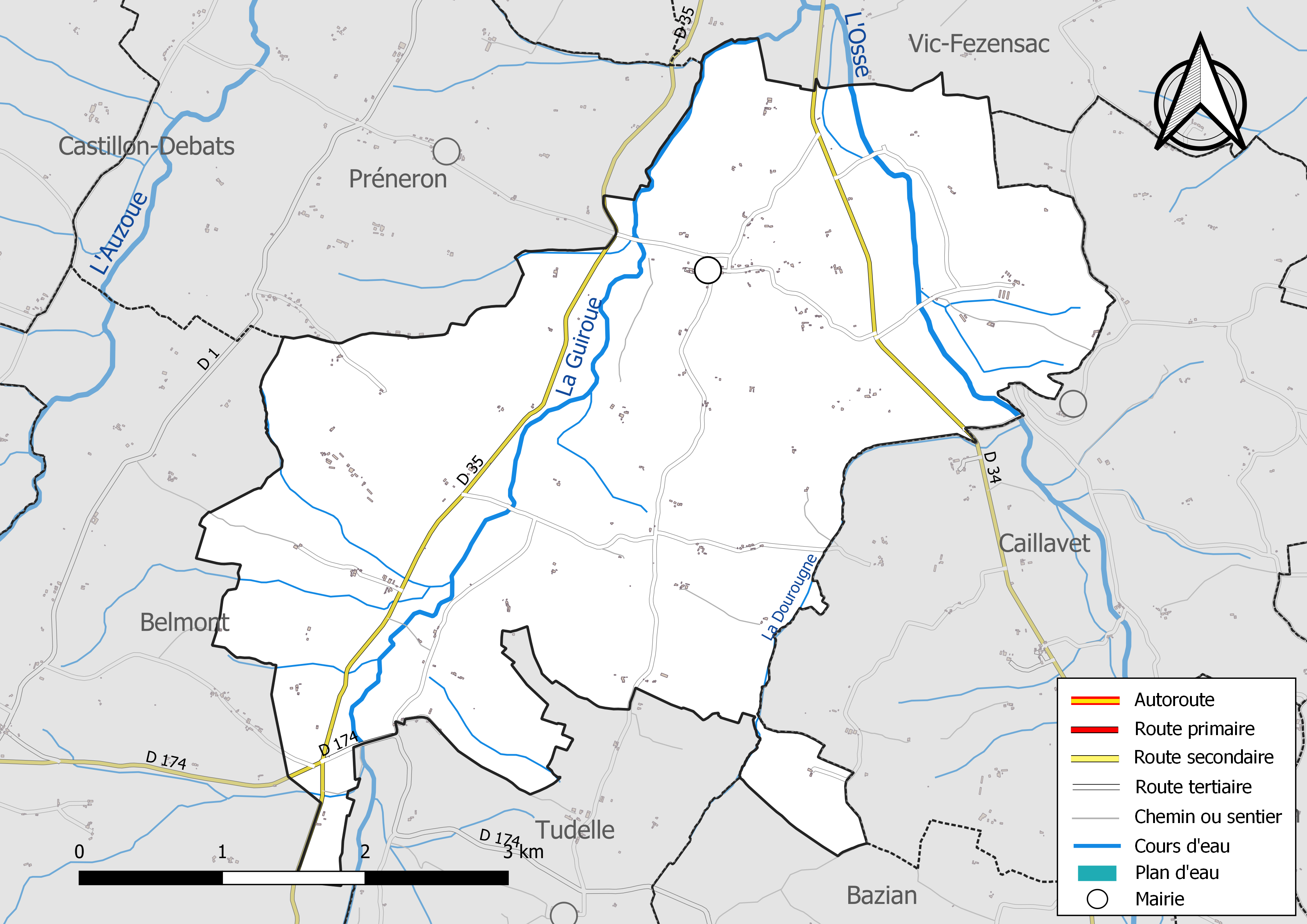
Réseaux hydrographique et routier de Roquebrune.

La commune est dans le bassin de la Garonne, au sein du bassin hydrographique Adour-Garonne. Elle est drainée par l'Osse, la Guiroue, la Dourougne et par divers petits cours d'eau, qui constituent un réseau hydrographique de 21 km de longueur totale,.
L'Osse, d'une longueur totale de 120,3 km, prend sa source dans la commune de Bernadets-Debat et s'écoule vers le nord. Il traverse la commune et se jette dans la Gélise à Andiran, après avoir traversé 36 communes.
La Guiroue, d'une longueur totale de 26,3 km, prend sa source dans la commune de Saint-Christaud et s'écoule vers le nord. Elle traverse la commune et se jette dans l'Osse à Vic-Fezensac, après avoir traversé 11 communes.

### Climat
Pour des articles plus généraux, voir Climat de l'Occitanie et Climat du Gers.
En 2010, le climat de la commune est de type climat du Bassin du Sud-Ouest, selon une étude s'appuyant sur une série de données couvrant la période 1971-2000. En 2020, Météo-France publie une typologie des climats de la France métropolitaine dans laquelle la commune est exposée à un climat océanique altéré et est dans la région climatique Aquitaine, Gascogne, caractérisée par une pluviométrie abondante au printemps, modérée en automne, un faible ensoleillement au printemps, un été chaud (19,5 °C), des vents faibles, des brouillards fréquents en automne et en hiver et des orages fréquents en été (15 à 20 jours).
Pour la période 1971-2000, la température annuelle moyenne est de 13,4 °C, avec une amplitude thermique annuelle de 15,6 °C. Le cumul annuel moyen de précipitations est de 823 mm, avec 10,2 jours de précipitations en janvier et 6,5 jours en juillet. Pour la période 1991-2020, la température moyenne annuelle observée sur la station météorologique la plus proche, située sur la commune de Lupiac à 10 km à vol d'oiseau, est de 13,8 °C et le cumul annuel moyen de précipitations est de 879,7 mm,. Pour l'avenir, les paramètres climatiques de la commune estimés pour 2050 selon différents scénarios d'émission de gaz à effet de serre sont consultables sur un site dédié publié par Météo-France en novembre 2022.

### Milieux naturels et biodiversité
L’inventaire des zones naturelles d'intérêt écologique, faunistique et floristique (ZNIEFF) a pour objectif de réaliser une couverture des zones les plus intéressantes sur le plan écologique, essentiellement dans la perspective d’améliorer la connaissance du patrimoine naturel national et de fournir aux différents décideurs un outil d’aide à la prise en compte de l’environnement dans l’aménagement du territoire.
Une ZNIEFF de type 1 est recensée sur la commune :
le « coteau de Tudelle » (201 ha), couvrant 3 communes du département et une ZNIEFF de type 2, : 
les « coteaux de la Guiroue de Castelnau-d´Anglès à Roquebrune » (1 091 ha), couvrant 5 communes du département.

Carte des ZNIEFF de type 1 et 2 à Roquebrune.
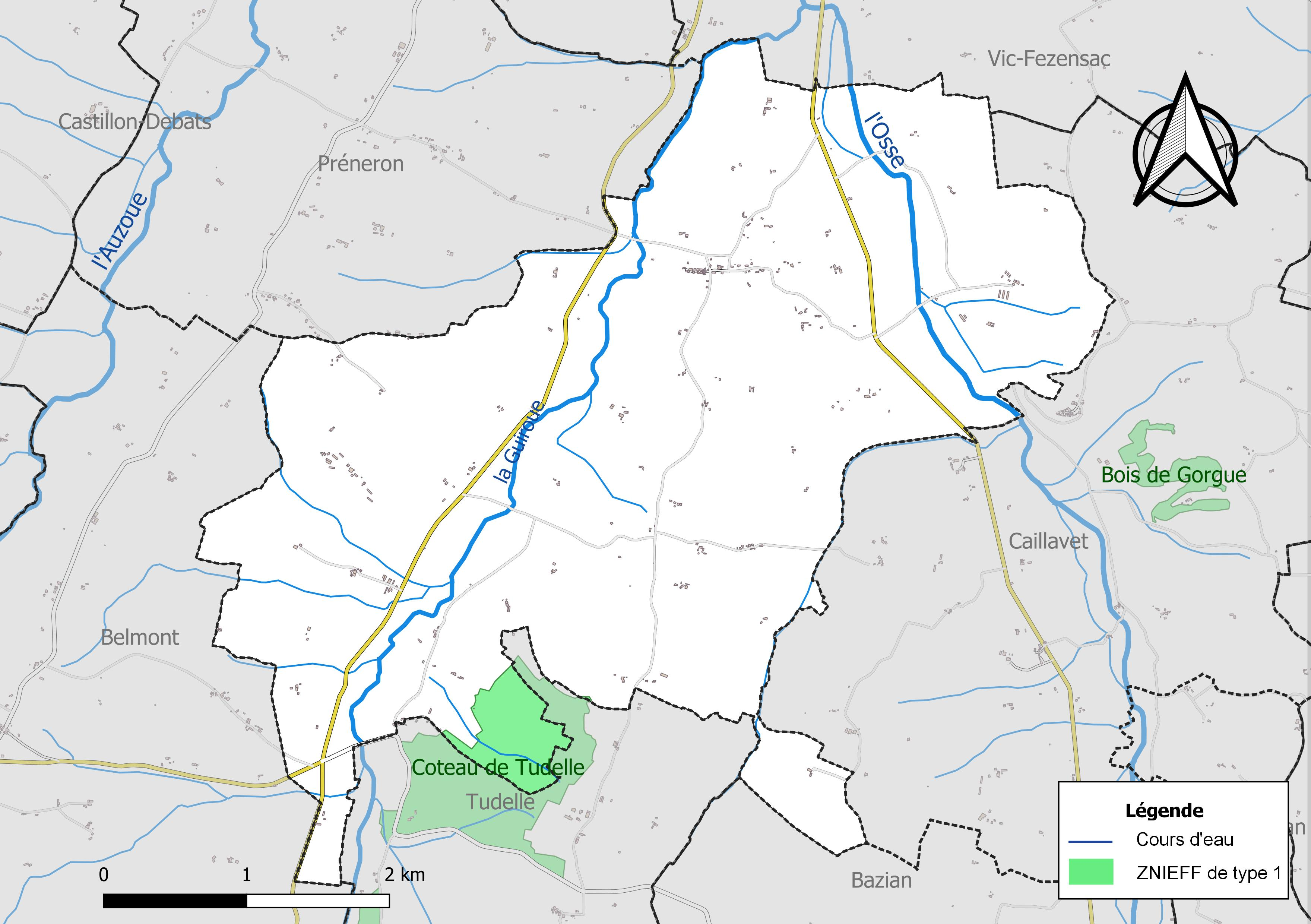
Carte de la ZNIEFF de type 1 sur la commune.
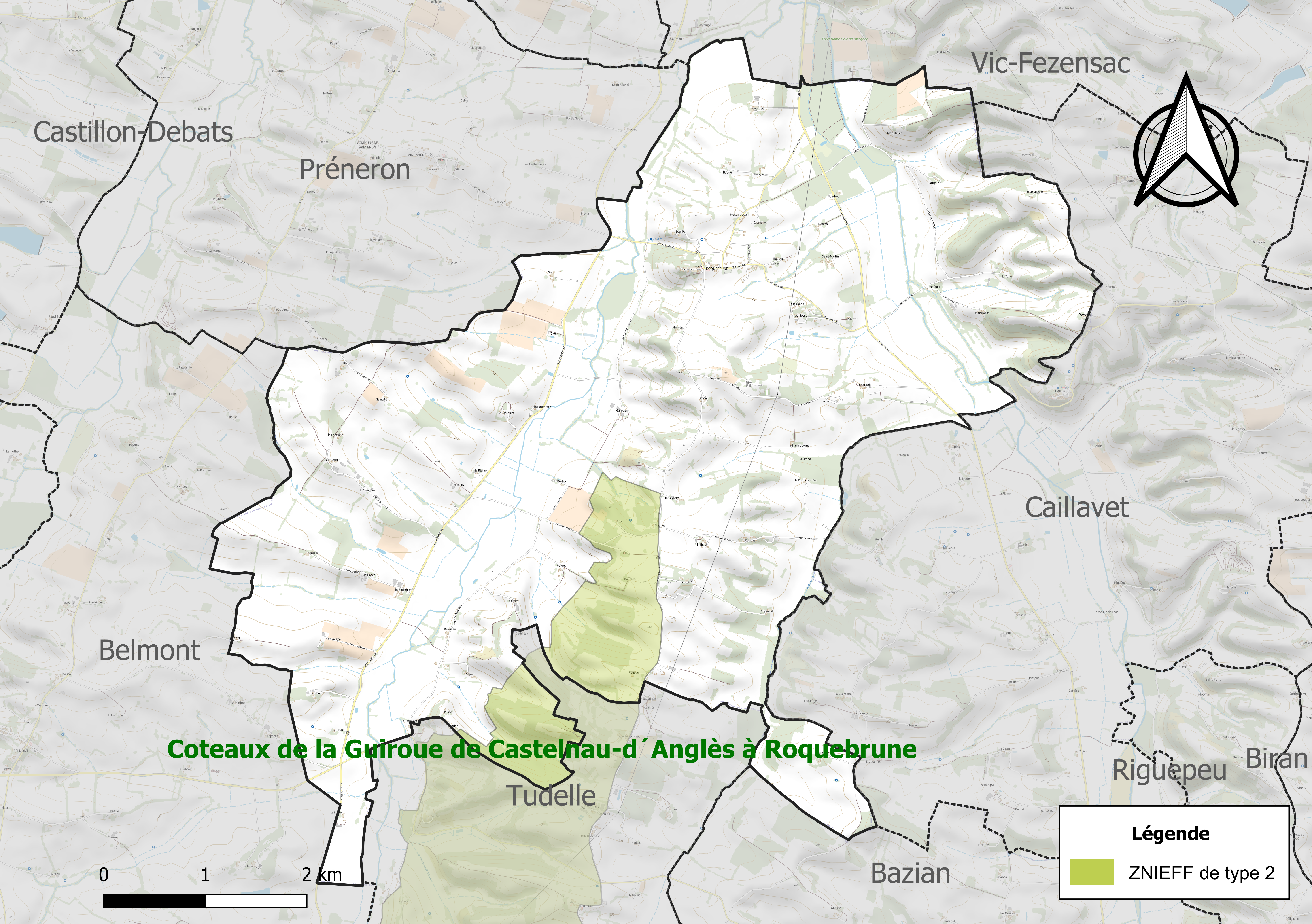
Carte de la ZNIEFF de type 2 sur la commune.

## Urbanisme

### Typologie
Au 1er janvier 2024, Roquebrune est catégorisée commune rurale à habitat très dispersé, selon la nouvelle grille communale de densité à sept niveaux définie par l'Insee en 2022.
Elle est située hors unité urbaine. Par ailleurs la commune fait partie de l'aire d'attraction de Vic-Fezensac, dont elle est une commune de la couronne,. Cette aire, qui regroupe 11 communes, est catégorisée dans les aires de moins de 50 000 habitants,.

### Occupation des sols
L'occupation des sols de la commune, telle qu'elle ressort de la base de données européenne d’occupation biophysique des sols Corine Land Cover (CLC), est marquée par l'importance des territoires agricoles (98,5 % en 2018), une proportion sensiblement équivalente à celle de 1990 (98,3 %). La répartition détaillée en 2018 est la suivante : 
zones agricoles hétérogènes (67,8 %), terres arables (25,4 %), prairies (5,4 %), forêts (1,5 %). L'évolution de l’occupation des sols de la commune et de ses infrastructures peut être observée sur les différentes représentations cartographiques du territoire : la carte de Cassini (XVIIIe siècle), la carte d'état-major (1820-1866) et les cartes ou photos aériennes de l'IGN pour la période actuelle (1950 à aujourd'hui).

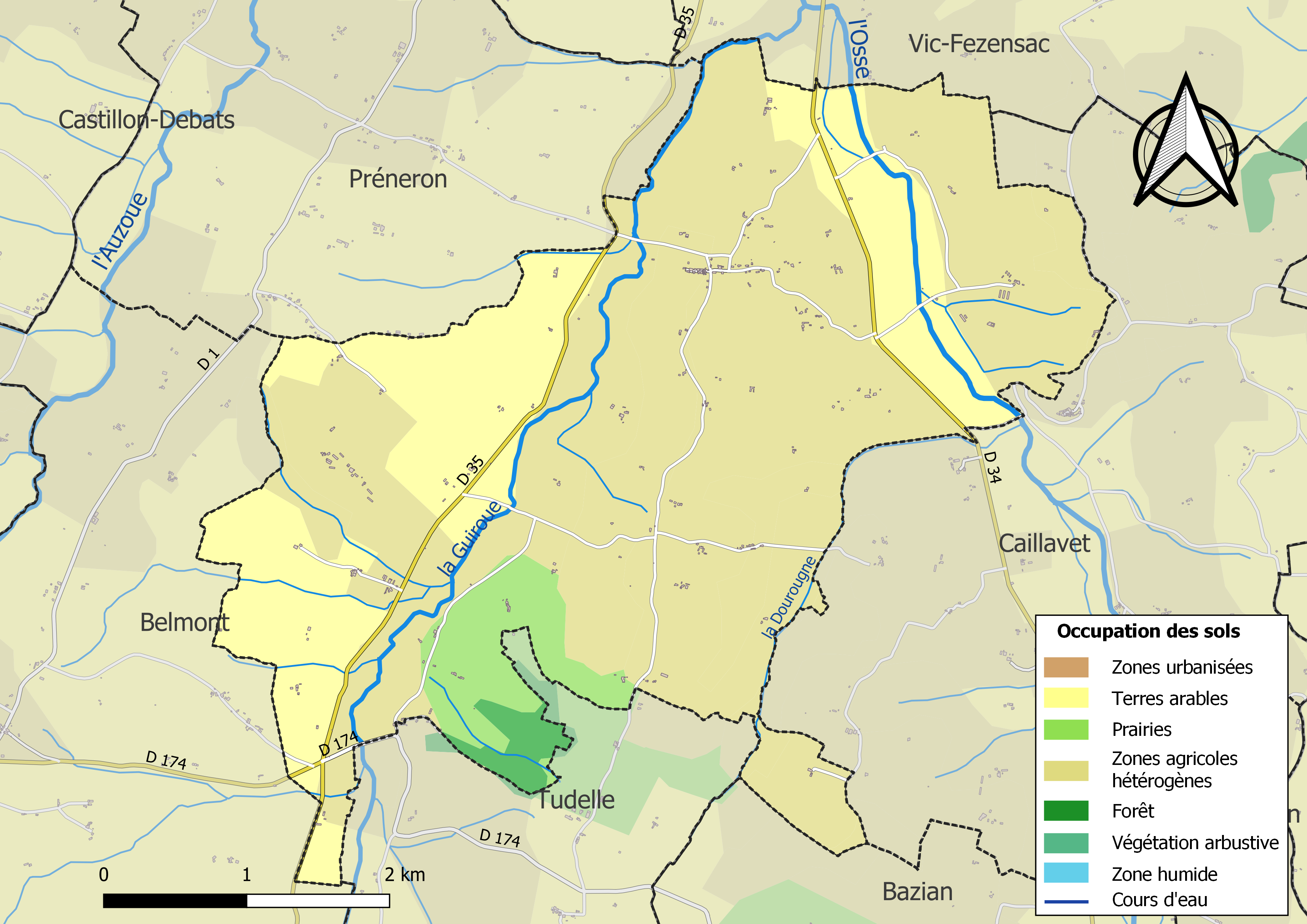
Carte des infrastructures et de l'occupation des sols de la commune en 2018 (CLC).

### Risques majeurs
Le territoire de la commune de Roquebrune est vulnérable à différents aléas naturels : météorologiques (tempête, orage, neige, grand froid, canicule ou sécheresse) et séisme (sismicité très faible). Il est également exposé à un risque technologique,  le transport de matières dangereuses. Un site publié par le BRGM permet d'évaluer simplement et rapidement les risques d'un bien localisé soit par son adresse soit par le numéro de sa parcelle.

#### Risques naturels

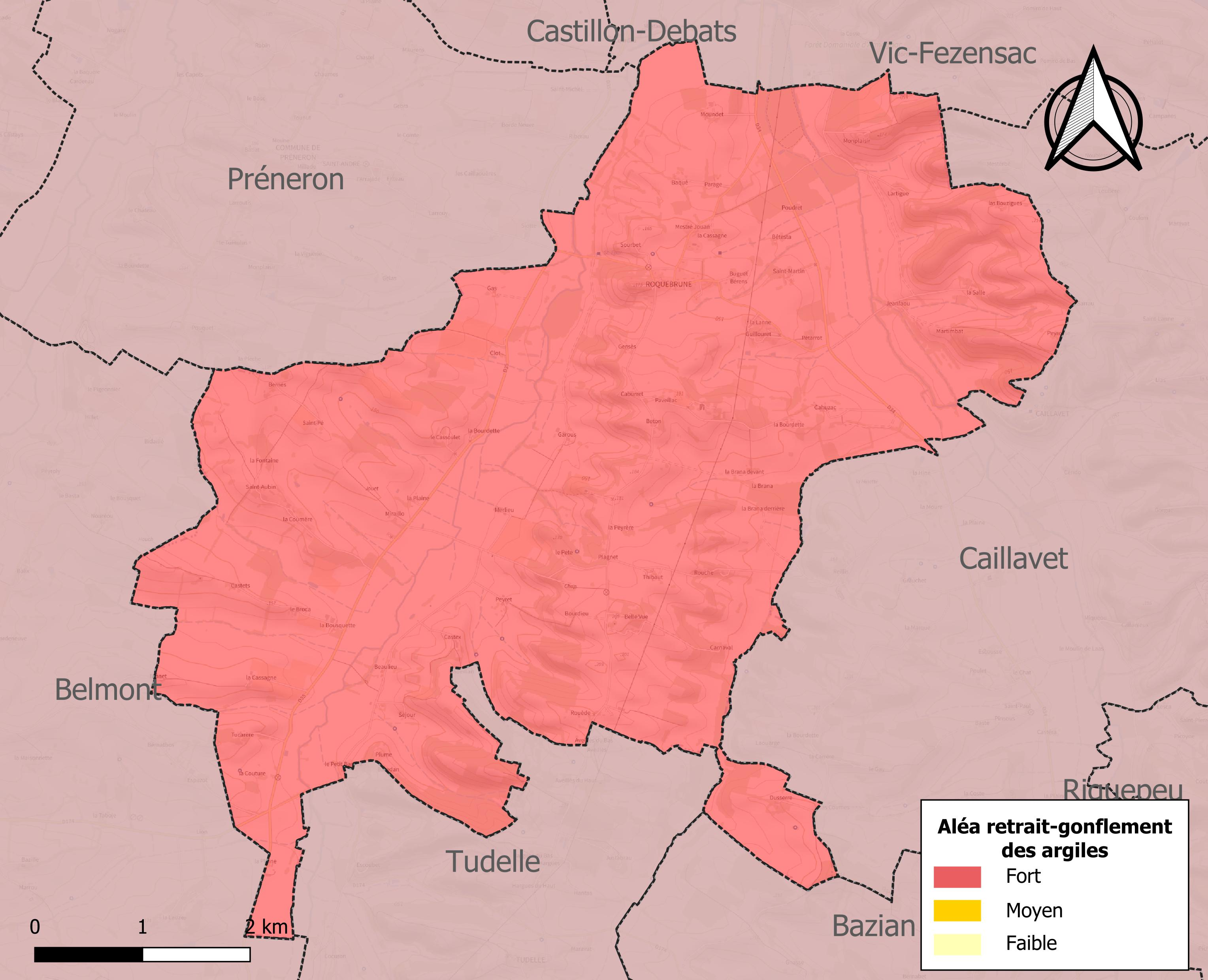
Carte des zones d'aléa retrait-gonflement des sols argileux de Roquebrune.

Le retrait-gonflement des sols argileux est susceptible d'engendrer des dommages importants aux bâtiments en cas d’alternance de périodes de sécheresse et de pluie. La totalité de la commune est en aléa moyen ou fort (94,5 % au niveau départemental et 48,5 % au niveau national). Sur les 126 bâtiments dénombrés sur la commune en 2019, 126 sont en aléa moyen ou fort, soit 100 %, à comparer aux 93 % au niveau départemental et 54 % au niveau national. Une cartographie de l'exposition du territoire national au retrait gonflement des sols argileux est disponible sur le site du BRGM,.
Par ailleurs, afin de mieux appréhender le risque d’affaissement de terrain, l'inventaire national des cavités souterraines permet de localiser celles situées sur la commune.
La commune a été reconnue en état de catastrophe naturelle au titre des dommages causés par les inondations et coulées de boue survenues en 1989, 1999, 2009 et 2018. Concernant les mouvements de terrains, la commune a été reconnue en état de catastrophe naturelle au titre des dommages causés par la sécheresse en 1989, 1992, 2012 et 2017 et par des mouvements de terrain en 1999.

#### Risques technologiques
Le risque de transport de matières dangereuses sur la commune est lié à sa traversée par des infrastructures routières ou ferroviaires importantes ou la présence d'une canalisation de transport d'hydrocarbures. Un accident se produisant sur de telles infrastructures est en effet susceptible d’avoir des effets graves au bâti ou aux personnes jusqu’à 350 m, selon la nature du matériau transporté. Des dispositions d’urbanisme peuvent être préconisées en conséquence.

## Politique et administration
| Période                                  | Période   | Identité                   | Étiquette | Qualité                                                                                        |
| ---------------------------------------- | --------- | -------------------------- | --------- | ---------------------------------------------------------------------------------------------- |
| 1833                                     | 1840      | Jean Delom                 |           |                                                                                                |
| 1840                                     | 1848      | Louis Joseph Caupenne (de) |           |                                                                                                |
| 1848                                     | 1854      | Jean Delom                 |           |                                                                                                |
| 1854                                     | 1860      | Jean Baptiste Sentex       |           |                                                                                                |
| 1860                                     | 1871      | Tristan Gauran (de)        |           |                                                                                                |
| 1871                                     | 1873      | Auguste Dubos              |           |                                                                                                |
| 1873                                     | 1891      | Tristan Gauran (de)        |           |                                                                                                |
| 1891                                     | 1912      | François Dauge             |           |                                                                                                |
| 1912                                     | 1919      | Adrien Saucede             |           |                                                                                                |
| 1919                                     | 1924      | Joseph Espie               |           |                                                                                                |
| 1924                                     | 1941      | Henri Saint Andrieux       |           |                                                                                                |
| 1941                                     | 1963      | Jean Cueillens             |           |                                                                                                |
| 1963                                     | 1974      | Gaston Larroque            |           |                                                                                                |
| 1974                                     | 1977      | Roger Bellocq              |           |                                                                                                |
| mars 1977                                | mars 2014 | Jean-Claude Desenlis       |           |                                                                                                |
| mars 2014                                | En cours  | Benoit Desenlis            | DVD-LMR   | Manager d'équipe et chef d'entreprise en micro-entreprise Conseiller départemental depuis 2021 |
| Les données manquantes sont à compléter. |           |                            |           |                                                                                                |

## Démographie
| 1793 | 1800 | 1806 | 1821 | 1831 | 1841 | 1846 | 1851 | 1856 |
| ---- | ---- | ---- | ---- | ---- | ---- | ---- | ---- | ---- |
| 678  | 684  | 644  | 675  | 714  | 641  | 607  | 621  | 615  |

| 1861 | 1866 | 1872 | 1876 | 1881 | 1886 | 1891 | 1896 | 1901 |
| ---- | ---- | ---- | ---- | ---- | ---- | ---- | ---- | ---- |
| 626  | 586  | 553  | 573  | 538  | 517  | 507  | 515  | 511  |

| 1906 | 1911 | 1921 | 1926 | 1931 | 1936 | 1946 | 1954 | 1962 |
| ---- | ---- | ---- | ---- | ---- | ---- | ---- | ---- | ---- |
| 506  | 378  | 352  | 338  | 349  | 357  | 342  | 301  | 309  |

| 1968 | 1975 | 1982 | 1990 | 1999 | 2006 | 2011 | 2016 | 2021 |
| ---- | ---- | ---- | ---- | ---- | ---- | ---- | ---- | ---- |
| 274  | 235  | 190  | 197  | 187  | 193  | 196  | 213  | 209  |

| 2022 | - | - | - | - | - | - | - | - |
| ---- | - | - | - | - | - | - | - | - |
| 208  | - | - | - | - | - | - | - | - |

## Économie

### Revenus
En 2018  (données Insee publiées en septembre 2021), la commune compte 94 ménages fiscaux, regroupant 206 personnes. La médiane du revenu disponible par unité de consommation est de 20 660 € (20 820 € dans le département).

### Emploi
|                | 2008  | 2013  | 2018  |
| -------------- | ----- | ----- | ----- |
| Commune        | 2,7 % | 1,7 % | 4,8 % |
| Département    | 6,1 % | 7,5 % | 8,2 % |
| France entière | 8,3 % | 10 %  | 10 %  |

En 2018, la population âgée de 15 à 64 ans s'élève à 126 personnes, parmi lesquelles on compte 67,5 % d'actifs (62,7 % ayant un emploi et 4,8 % de chômeurs) et 32,5 % d'inactifs,. Depuis 2008, le taux de chômage communal (au sens du recensement) des 15-64 ans est inférieur à celui de la France et du département.
La commune fait partie de la couronne de l'aire d'attraction de Vic-Fezensac, du fait qu'au moins 15 % des actifs travaillent dans le pôle,. Elle compte 35 emplois en 2018, contre 36 en 2013 et 40 en 2008. Le nombre d'actifs ayant un emploi résidant dans la commune est de 80, soit un indicateur de concentration d'emploi de 43,8 % et un taux d'activité parmi les 15 ans ou plus de 46,7 %.
Sur ces 80 actifs de 15 ans ou plus ayant un emploi, 28 travaillent dans la commune, soit 35 % des habitants. Pour se rendre au travail, 90 % des habitants utilisent un véhicule personnel ou de fonction à quatre roues et 10 % n'ont pas besoin de transport (travail au domicile).

### Activités hors agriculture
21 établissements sont implantés  à Roquebrune au 31 décembre 2019.
Le secteur de la construction est prépondérant sur la commune puisqu'il représente 42,9 % du nombre total d'établissements de la commune (9 sur les 21 entreprises implantées  à Roquebrune), contre 14,6 % au niveau départemental.

### Agriculture
La commune est dans le Ténarèze, une petite région agricole occupant le centre du département du Gers, faisant transition entre lʼAstarac “pyrénéen”, dont elle est originaire et dont elle prolonge et atténue le modelé, et la Gascogne garonnaise dont elle annonce le paysage. En 2020, l'orientation technico-économique de l'agriculture  sur la commune est la polyculture et/ou le polyélevage.
|               | 1988  | 2000  | 2010  | 2020  |
| ------------- | ----- | ----- | ----- | ----- |
| Exploitations | 38    | 31    | 24    | 20    |
| SAU (ha)      | 1 436 | 1 211 | 1 223 | 1 062 |

Le nombre d'exploitations agricoles en activité et ayant leur siège dans la commune est passé de 38 lors du recensement agricole de 1988  à 31 en 2000 puis à 24 en 2010 et enfin à 20 en 2020, soit une baisse de 47 % en 32 ans. Le même mouvement est observé à l'échelle du département qui a perdu pendant cette période 51 % de ses exploitations,. La surface agricole utilisée sur la commune a également diminué, passant de 1 436 ha en 1988 à 1 062 ha en 2020. Parallèlement la surface agricole utilisée moyenne par exploitation a augmenté, passant de 38 à 53 ha.

## Culture locale et patrimoine

### Lieux et monuments
- Pile gallo-romaine de la Montjoie.
- Église Sainte-Catherine.

### Personnalités liées à la commune
- Pierre Vernier, acteur français de cinéma mort en 2024 à Auch, y est inhumé.